# サイバースパイ
サイバースパイ（サイバースパイ活動）とは、プロキシサーバーやクラッキング技術、トロイの木馬やスパイウェアなどの悪意のあるソフトウェアであるマルウェアを用いて、インターネットやネットワーク、または個々のコンピュータ上で、個人、競合他社、ライバル、グループ、政府、敵などから、個人的、経済的、政治的、軍事的に有利になるように、情報保持者の許可を得ずに機密や情報を入手する行為、またはその実践のことを指す。遠く離れた国の拠点にいる専門家（サイバースパイ）のコンピュータデスクからオンラインで行われる場合もあれば、コンピュータで訓練を受けた従来型のスパイやモグラが家庭内に侵入する場合もあり、また、アマチュアの悪質なハッカーやソフトウェア・プログラマの犯罪的な手口である場合もある。

## 詳細
サイバースパイとは、一般的に、秘密や機密情報にアクセスしたり、個々のコンピューターやネットワーク全体をコントロールすることで、戦略上の優位性を確保したり、心理的・政治的・物理的な破壊活動や妨害行為を行うことを意味する。最近では、フェイスブックやツイッターなどのソーシャル・ネットワーキング・サービス（SNS）上の人々の行動を分析することも含まれている。
このような作戦は、サイバースパイではない場合（通常の諜報活動）と同様に、被害国では違法であるが、加害国では政府の最高レベルが全面的に支持しているのが一般的である。倫理的な立ち位置は、その状況を見ている人の視点、特に関係する政府の見解によって異なる。
日本政府は「能動的サイバー防御」導入に向け、国際海底ケーブルの陸揚げ拠点に通信を傍受できる機器の設置検討や2027年までの関連法案整備を進めている。

## 例
- Cozy Bear：十分なリソースを持ち、高度に専門的で組織化されたサイバースパイ集団で、少なくとも2008年からロシア連邦のために活動しているとF-Secureは考えている[7] [8] [9]。

## 参照
- カオス・コンピュータ・クラブ
- Chinese intelligence operations in the United States
- コンピュータセキュリティ
- Computer surveillance
- Cyber-collection
- Cyber-security regulation
- Cyber spying on universities
- サイバー脅威インテリジェンス
- サイバー戦争
- Employee monitoring software
- 諜報
- ゴーストネット
- Industrial espionage
- Proactive Cyber Defence
- Stalkerware
- サーベイランス
- タイタン・レイン